# Abdominea
Abdominea minimiflora là một loài lan hiếm và là loài duy nhất trong chi Abdominea. Nó có nguồn gốc từ Thái Lan, Bán đảo Mã Lai, Java, và Philippines.
Tên gọi này bắt nguồn từ tiếng Latin abdomen, có nghĩa là bụng vì hình dạng nó hoa giống như bụng của côn trùng.
Loài này có hoa rất nhỏ, rộng khoảng 0.45 cm và mọc thành chùm.

## Mô tả
Abdominea minimiflora phát triển dạng đơn thân (đơn trục). Rễ mọc dày và được bao quanh bởi vỏ lụa. Cây trưởng thành có 4 - 6 lá, chồi lá mới mọc từ mầm ở các lá già và chết. Dạng lá thuôn hình bầu dục, dài khoảng 4cm và bề rộng lên đến 1.5 cm.
Hoa sinh thành chùm dài khoảng 15 cm xuất hiện từ các chồi hông và thòng xuống. Một chùm hoa có khoảng 40-50 hoa. Các hoa này nở nối tiếp nhau và luôn luôn có một vài bông hoa được mở cùng một lúc. Hoa nở lớn nhất đạt đường kính khoảng 3mm và có màu vàng lục. Lá bắc rất nhỏ, cỡ như sợi chỉ.

## Lịch sử
Hooker lần đầu tiên mô tả loài cây này vào năm 1890 dưới tên Saccolabium minimiflora. Smith sau đó giới thiệu lại vào năm 1917 thành một chi Abdominea riêng biệt. Minimiflora có nghĩa là "bông hoa nhỏ".